# Manlio Fabio Altamirano (municipalité)

La municipalité de Manlio Fabio Altamirano est l'une des 212 municipalités de l'État de Veracruz, et est située dans la partie centrale de cet État. Elle à cheval sur les bassins versants des fleuves Río Antigua, au nord, et Río Jamapa, au sud, qui se jettent tous deux dans le golfe du Mexique, situé à l'ouest de la municipalité. Son chef-lieu est la ville éponyme de Manlio Fabio Altamirano. Elle fait partie de la Zona metropolitana de Veracruz (es), qui regroupe autour de ce centre urbain les municipalités faisant partie de son aire d'attraction. Cette municipalité dépend également de la région administrative de Sotavento, qui est une des 10 subdivisions administratives de l'État de Veracruz.

## Toponymie
La municipalité et son chef-lieu éponyme tirent leur nom de Manlio Fabio Altamirano Flores (es), avocat et homme politique mexicain (1892-1936), qui fut membre du Parti national révolutionnaire.

## Géographie
Le territoire de la municipalité de Manlio Fabio Altamirano est traversé au sud, d'ouest en est, par le fleuve Río Jamapa. La partie nord de son territoire est en revanche arrosée par la rivière Río San juan, et appartient donc au bassin versant d'un autre fleuve, le Río Antigua. Le chef-lieu de cette municipalité est la ville éponyme de Manlio Fabio Altamirano, qui se trouve au centre de son territoire, à équidistance des deux cours d'eau. Ce territoire couvre une superficie de 246,8 km2, et était peuplé en 2010 de 22 585 habitants, pour une densité de 91,5 km2.
Elle fait administrativement partie de la Zona metropolitana de Veracruz (es), qui regroupe les municipalités de Alvarado, Boca del Río, Jamapa, Manlio F. Altamirano, Medellín et Veracruz, pour une population totale de 939 046 habitants.
La municipalité est limitrophe au nord de celle de Paso de Ovejas, à l'ouest de celle de Soledad de Doblado, au sud de celle de Cotaxtla, et à l'est de celles de Jamapa, de Medellín et de Veracruz.

## Composition et démographie
La municipalité était composée en 2010 de 88 localités, dont une seule était considérée comme urbaine, les autres étant rurales.
| Localité                | Population |
| ----------------------- | ---------- |
| Manlio Fabio Altamirano | 5283       |
| Tenenexpan              | 2121       |
| Mata Loma               | 1864       |
| Loma de los Carmona     | 1233       |
| El Sauce                | 790        |
| Reste des localités     | 11 294     |
| Total population        | 22 585     |

En plus de l'espagnol, plusieurs langues amérindiennes sont parlées dans la municipalité, dont les principales sont par ordre d'importance : le mixtèque, le tzotzil, le chinantèque et le nahuatl.

## Histoire
La municipalité de Manlio Fabio Altamirano est créée par décret en 1937, à partir de congrégations de la municipalité de Soledad de Doblado.

## Économie

### Agriculture et élevage
La superficie des parcelles semées représentait en 2014 une surface totale de 5084,5 hectares, parmi lesquels 1700 hectares étaient voués à la culture de la canne à sucre, 950 hectares étaient des espaces de prairies, et 120 hectares étaient à la culture du papayer.

En 2014, la production de viande par tonnes comprenait 2528,2 tonnes de viande bovine, 600,2 tonnes de viande porcine, 8,3 tonnes de viande ovine, 2 tonnes de viande caprine, 221,2 tonnes de volailles, et 5,9 tonnes de dinde. La superficie vouée à l'élevage représentait alors 4629 hectares.